# Raillencourt-Sainte-Olle
Raillencourt-Sainte-Olle est une commune française située dans le département du Nord, en région Hauts-de-France.
Ses habitants sont appelés les Raillencourtois.

## Géographie

### Situation
Raillencourt-Sainte-Olle est située dans la région Nord-Pas-de-Calais, le département du Nord et l'arrondissement de Cambrai. La commune, limitrophe du département du Pas-de-Calais, est distante de 5,6 km de Cambrai et fait partie de la communauté d'agglomération de cette ville. Arras est à 30,3 km à l'ouest à vol d'oiseau, et Lille, la capitale régionale, à 49,3 km.
| Haynecourt            | Sancourt Sailly-lez-Cambrai | Tilloy-lez-Cambrai  |
| Bourlon Pas-de-Calais | Raillencourt-Sainte-Olle    | Neuville-Saint-Rémy |
| Bourlon Pas-de-Calais | Fontaine-Notre-Dame         | Cambrai             |

### Hydrographie
La commune est située dans le bassin Artois-Picardie. Elle n'est drainée par aucun cours d'eau,.

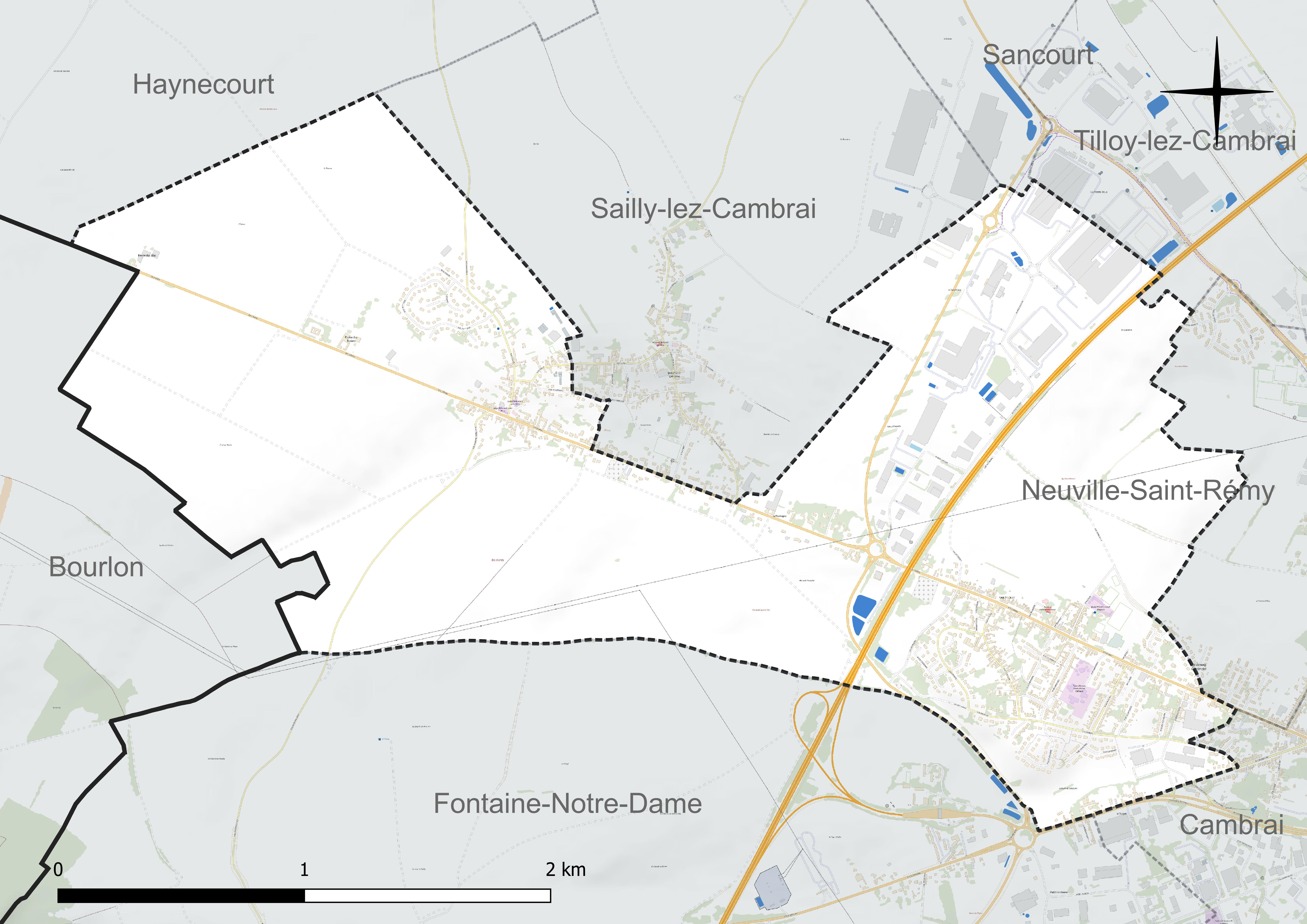
Réseau hydrographique de Raillencourt-Sainte-Olle.

### Climat
Pour des articles plus généraux, voir Climat des Hauts-de-France et Climat du Nord.
En 2010, le climat de la commune est de type climat océanique dégradé des plaines du Centre et du Nord, selon une étude du CNRS s'appuyant sur une série de données couvrant la période 1971-2000. En 2020, Météo-France publie une typologie des climats de la France métropolitaine dans laquelle la commune est exposée à un climat océanique et est dans la région climatique Nord-est du bassin Parisien, caractérisée par un ensoleillement médiocre, une pluviométrie moyenne régulièrement répartie au cours de l'année et un hiver froid (3 °C).
Pour la période 1971-2000, la température annuelle moyenne est de 10,4 °C, avec une amplitude thermique annuelle de 14,7 °C. Le cumul annuel moyen de précipitations est de 701 mm, avec 11,5 jours de précipitations en janvier et 8,9 jours en juillet. Pour la période 1991-2020, la température moyenne annuelle observée sur la station météorologique la plus proche, située sur la commune de Douai à 23 km à vol d'oiseau, est de 11,0 °C et le cumul annuel moyen de précipitations est de 729,2 mm,. Pour l'avenir, les paramètres climatiques de la commune estimés pour 2050 selon différents scénarios d'émission de gaz à effet de serre sont consultables sur un site dédié publié par Météo-France en novembre 2022.

## Urbanisme

### Typologie
Au 1er janvier 2024, Raillencourt-Sainte-Olle est catégorisée ceinture urbaine, selon la nouvelle grille communale de densité à sept niveaux définie par l'Insee en 2022.
Elle appartient à l'unité urbaine de Cambrai, une agglomération intra-départementale regroupant huit  communes, dont elle est une commune de la banlieue,,. Par ailleurs la commune fait partie de l'aire d'attraction de Cambrai, dont elle est une commune de la couronne,. Cette aire, qui regroupe 64 communes, est catégorisée dans les aires de 50 000 à moins de 200 000 habitants,.

### Occupation des sols
L'occupation des sols de la commune, telle qu'elle ressort de la base de données européenne d'occupation biophysique des sols Corine Land Cover (CLC), est marquée par l'importance des territoires agricoles (70 % en 2018), en diminution par rapport à 1990 (83,7 %). La répartition détaillée en 2018 est la suivante : terres arables (70 %), zones urbanisées (17,5 %), zones industrielles ou commerciales et réseaux de communication (12,5 %). L'évolution de l'occupation des sols de la commune et de ses infrastructures peut être observée sur les différentes représentations cartographiques du territoire : la carte de Cassini (XVIIIe siècle), la carte d'état-major (1820-1866) et les cartes ou photos aériennes de l'IGN pour la période actuelle (1950 à aujourd'hui).

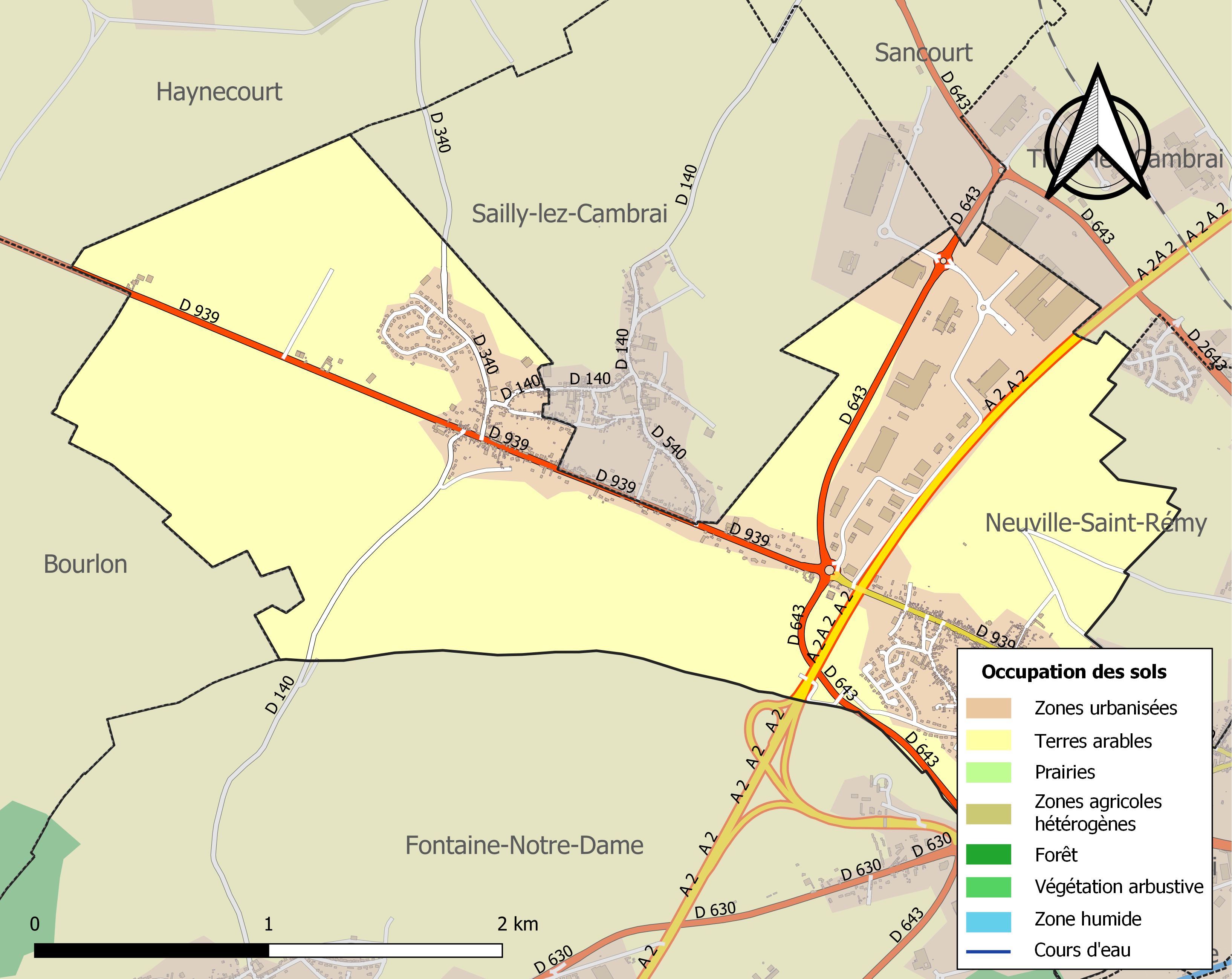
Carte des infrastructures et de l'occupation des sols de la commune en 2018 (CLC).

### Morphologie urbaine
Le bâti de la commune s'étire le long de la RD 939 en deux noyaux distincts, Sainte-Olle au sud-est et Raillencourt au nord-est, séparés par l'autoroute A2 et le village de Sailly-lez-Cambrai, contigu à Raillencourt et dont le finage suit au sud le tracé de la route. Des lotissements ont été construits au sud de la route départementale à Sainte-Olle, et au nord de cette route à Raillencourt. La zone d'activité « Actipôle de l'A2 » forme une extension qui longe l'autoroute A2 au nord de Sainte-Olle.

### Logement
En 2008, Raillencourt-Saint-Olle comptait 978 résidences principales, auxquelles s'ajoutaient 53 logements vacants, soit 5,4 % du total, et un faible nombre de résidences secondaires ou logements occasionnels. Les maisons représentaient 94,4 % des résidences individuelles, pourcentage en légère baisse par rapport au recensement de 1999 (95,5 %) et nettement supérieur à celui observé dans le département du Nord (68,6 %).
La part de résidences principales datant d'avant 1949 s'élevait à 26,5 %. Pour les constructions plus récentes, 24,8 % des logements dataient d'entre 1949 et 1974 et 48,7 % d'après 1975.

### Voies de communication et transports
La commune s'étire le long de la route départementale 939 (ancienne route nationale 39) qui relie Cambrai à Arras. Elle est également traversée par la RD 140, de Fontaine-Notre-Dame à Fressies.
Le finage est coupé dans sa partie est par l'autoroute A 2, dont la sortie n°14 se trouve sur le territoire de Fontaine-Notre-Dame tout proche.
La gare SNCF la plus proche est celle de Cambrai.
La commune est desservie par le réseau de transports urbains de la Communauté d'agglomération de Cambrai appelé TUC (Transports Urbains du Cambrésis), par la ligne régulière 16,. La ligne N4 permet de rejoindre la zone d'activité Actipôle de l'A2 présente sur la commune.

## Toponymie
« Raillencourt » apparaît aux XIe et XIIe siècles dans les cartulaires de Saint-André du Cateau et de l'église de Cambrai, sous la forme Relincurt, Reilencurt, Reiglencurth, ou encore Reilencurth et Reillencort. Au XIIIe siècle on trouve Raillancourt et Rallencours. C'est un nom gallo-romain qui vient de Reguli curtis, le domaine de Regulus.
Sainte Olle aurait été martyrisée en ces lieux aux IXe, Xe ou XIe siècle mais on ne sait rien d'elle. Saintolla est mentionnée dans une bulle du pape Innocent II datée de 1142. La commune est le seul lieu qui conserve la trace de ce nom.
Le village est devenu Raillencourt-Sainte-Olle en 1974.

## Histoire

### Préhistoire et protohistoire
Sept tombes à incinération datant des IIe et Ier siècles av. J.-C. ont été découvertes sur le territoire de la commune.

### Antiquité et Moyen Âge
La commune actuelle se trouve sur l'ancienne voie romaine menant de Boulogne, via Arras, à Reims.
Proche de Cambrai et de la frontière entre la France et l'Empire, les paroisses de Sainte-Olle et de Raillencourt subissent les conséquences des sièges et invasions, notamment du siège de Cambrai par Édouard III d'Angleterre en 1339.

### Époques moderne et contemporaine

La zone rouge de Lille à Amiens consécutive à la Première Guerre mondiale.

En 1677, Louis XIV, ayant décidé de reprendre Cambrai à l'Espagne, met le siège devant la ville.
En 1793, Raillencourt est rattachée au canton d'Abancourt dans le district de Cambrai, puis en 1801 au canton de Cambrai-ouest dans l'arrondissement de Cambrai.
Au XIXe siècle, l'activité industrielle se développe autour des industries agro-alimentaires : fabrique de chicorée et chocolaterie, distilleries et huileries. La population atteint 1 000 habitants dès 1861 mais n'a gagné que 500 habitants près d'un siècle plus tard.
La Première Guerre mondiale entraine la perte de 270 habitants ; la commune se situe à proximité de la « zone rouge », dévastée par les bombardements. En 1917, la bataille de Cambrai se déroule à quelques kilomètres au sud de la commune.
La zone est occupée durant la Seconde Guerre mondiale.
La commune dépasse 2 000 habitants en 1982 et progresse lentement depuis.

## Politique et administration

### Administration municipale
La commune ayant moins de 2 500 habitants en 2008 le nombre de conseillers municipaux est de 19.
Raillencourt-Sainte-Olle est membre de la communauté d'agglomération de Cambrai, qui comprend 25 communes et 66 134 habitants.

### Liste des maires
| Période                                  | Période                   | Identité           | Étiquette | Qualité |
| ---------------------------------------- | ------------------------- | ------------------ | --------- | --- |
| Les données manquantes sont à compléter. |                           |                    |           | |
| 1802-1803                                |                           | Joseph Crinon      |           | |
| 1807                                     |                           | M. Desvignes       |           | |
| Les données manquantes sont à compléter. |                           |                    |           | |
| 1870                                     |                           | M. Desvignes       |           | |
|                                          |                           | François Pluvinage |           | |
|                                          |                           | Alexandre Moreau   |           | Éleveur laitier et propriétaire                                                                                  |
| 1901                                     | 1945                      | Gustave Moreau     |           | Éleveur |
| Les données manquantes sont à compléter. |                           |                    |           | |
| mars 1947                                | décembre 1961             | Joseph Ringeval    |           | |
| janvier 1962                             | janvier 1969              | François Moreau    |           | |
| janvier 1969                             | mars 1989                 | Paul Bousignière   |           | |
| mars 1989                                | mars 2001                 | François Delcourte |           | Docteur en pharmacie biologiste 1er vice-président de la CA de Cambrai Chevalier de l'Ordre national du Mérite   |
| mars 2001                                | mai 2020                  | Maryvonne Ringeval | DVD       | Retraitée Réélue pour le mandat 2014-2020                                                                        |
| mai 2020                                 | En cours (au 4 juin 2020) | Bernard de Narda   | DVC       | Cadre supérieur de banque retraité 15e vice-président de la CA de Cambrai (2021 → ) Élu pour le mandat 2020-2026 |

### Tendances politiques et résultats
Au premier tour de l'élection présidentielle de 2012, les quatre candidats arrivés en tête à Raillencourt-Sainte-Olle sont Nicolas Sarkozy (UMP, 27,65 %), François Hollande (PS, 26,72 %), Marine Le Pen (FN, 24,71 %) et Jean-Luc Mélenchon (Front de gauche, 8,74 %), avec un taux de participation de 80,08 %.

### Instances judiciaires et administratives
La commune de Raillencourt-Sainte-Olle est dans le ressort de la cour d'appel de Douai, du tribunal de grande instance, du tribunal d'instance et du conseil de prud'hommes de Cambrai, et à la suite de la réforme de la carte judiciaire engagée en 2007, du tribunal de commerce de Douai.

### Politique environnementale
La protection et la mise en valeur de l'environnement font partie des compétences optionnelles de la communauté d'agglomération de Cambrai à laquelle appartient Raillencourt-Sainte-Olle.

### Jumelages
Au 25 mars 2012, Raillencourt-Sainte-Olle n'est jumelée avec aucune autre commune.

## Population et société

### Démographie

#### Évolution démographique
L'évolution du nombre d'habitants est connue à travers les recensements de la population effectués dans la commune depuis 1793. Pour les communes de moins de 10 000 habitants, une enquête de recensement portant sur toute la population est réalisée tous les cinq ans, les populations de référence des années intermédiaires étant quant à elles estimées par interpolation ou extrapolation. Pour la commune, le premier recensement exhaustif entrant dans le cadre du nouveau dispositif a été réalisé en 2004.

En 2022, la commune comptait 2 104 habitants, en évolution de −7,23 % par rapport à 2016 (Nord : +0,51 %, France hors Mayotte : +2,11 %).
| 1793 | 1800 | 1806 | 1821 | 1831 | 1836 | 1841 | 1846 | 1851 |
| ---- | ---- | ---- | ---- | ---- | ---- | ---- | ---- | ---- |
| 399  | 353  | 498  | 676  | 721  | 746  | 805  | 870  | 965  |

| 1856 | 1861  | 1866  | 1872  | 1876  | 1881  | 1886  | 1891  | 1896  |
| ---- | ----- | ----- | ----- | ----- | ----- | ----- | ----- | ----- |
| 999  | 1 022 | 1 007 | 1 057 | 1 087 | 1 188 | 1 281 | 1 334 | 1 342 |

| 1901  | 1906  | 1911  | 1921  | 1926  | 1931  | 1936  | 1946  | 1954  |
| ----- | ----- | ----- | ----- | ----- | ----- | ----- | ----- | ----- |
| 1 430 | 1 447 | 1 547 | 1 277 | 1 412 | 1 405 | 1 416 | 1 344 | 1 310 |

| 1962  | 1968  | 1975  | 1982  | 1990  | 1999  | 2004  | 2006  | 2009  |
| ----- | ----- | ----- | ----- | ----- | ----- | ----- | ----- | ----- |
| 1 499 | 1 891 | 1 826 | 2 201 | 2 220 | 2 280 | 2 391 | 2 383 | 2 368 |

| 2014  | 2019  | 2022  | - | - | - | - | - | - |
| ----- | ----- | ----- | - | - | - | - | - | - |
| 2 320 | 2 179 | 2 104 | - | - | - | - | - | - |

#### Pyramide des âges
La population de la commune est relativement âgée.
En 2018, le taux de personnes d'un âge inférieur à 30 ans s'élève à 26,8 %, soit en dessous de la moyenne départementale (39,5 %). À l'inverse, le taux de personnes d'âge supérieur à 60 ans est de 34,1 % la même année, alors qu'il est de 22,5 % au niveau départemental.
En 2018, la commune comptait 1 062 hommes pour 1 147 femmes, soit un taux de 51,92 % de femmes, légèrement supérieur au taux départemental (51,77 %).
Les pyramides des âges de la commune et du département s'établissent comme suit.
| Hommes | Classe d’âge | Femmes |
| ------ | ------------ | ------ |
| 0,4    | 90 ou +      | 1,2    |
| 6,7    | 75-89 ans    | 9,6    |
| 24,0   | 60-74 ans    | 26,0   |
| 23,1   | 45-59 ans    | 23,1   |
| 17,0   | 30-44 ans    | 15,1   |
| 13,9   | 15-29 ans    | 11,9   |
| 14,9   | 0-14 ans     | 13,0   |

| Hommes | Classe d’âge | Femmes |
| ------ | ------------ | ------ |
| 0,5    | 90 ou +      | 1,4    |
| 5,3    | 75-89 ans    | 8,1    |
| 14,8   | 60-74 ans    | 16,2   |
| 19,1   | 45-59 ans    | 18,4   |
| 19,5   | 30-44 ans    | 18,7   |
| 20,7   | 15-29 ans    | 19,1   |
| 20,2   | 0-14 ans     | 18     |

### Enseignement
La commune de Raillencourt-Sainte-Olle est rattachée à la circonscription scolaire de Cambrai-sud du bassin d'éducation du Cambrésis, qui dépend de l'inspection académique du Nord et de l'académie de Lille.
La commune gère deux écoles : le groupe scolaire Joseph-Ringeval, qui comprend cinq classes de la maternelle au CM2, et l'école Jules-Ferry, qui possède trois classes de la maternelle au CM2.
Les établissements d'enseignement secondaire les plus proches sont à Cambrai.

### Manifestations culturelles et festivités
La ducasse de Sainte-Olle a lieu le 1er dimanche de mai, et celle de Raillencourt une semaine plus tard.

### Santé
Les habitants de Raillencourt-Sainte-Olle disposent d'un cabinet médical et d'un cabinet dentaire. Une pharmacie, ainsi que différents professionnels de la santé, sont installés dans la commune.
Les établissements hospitaliers les plus proches sont à Cambrai.

### Sports
Une dizaine d'associations participent à la vie sportive de la commune dans des activités qui incluent la pétanque, le badminton, la gymnastique féminine, le judo, le football, le tennis de table, la danse, le hand-ball.

### Cultes

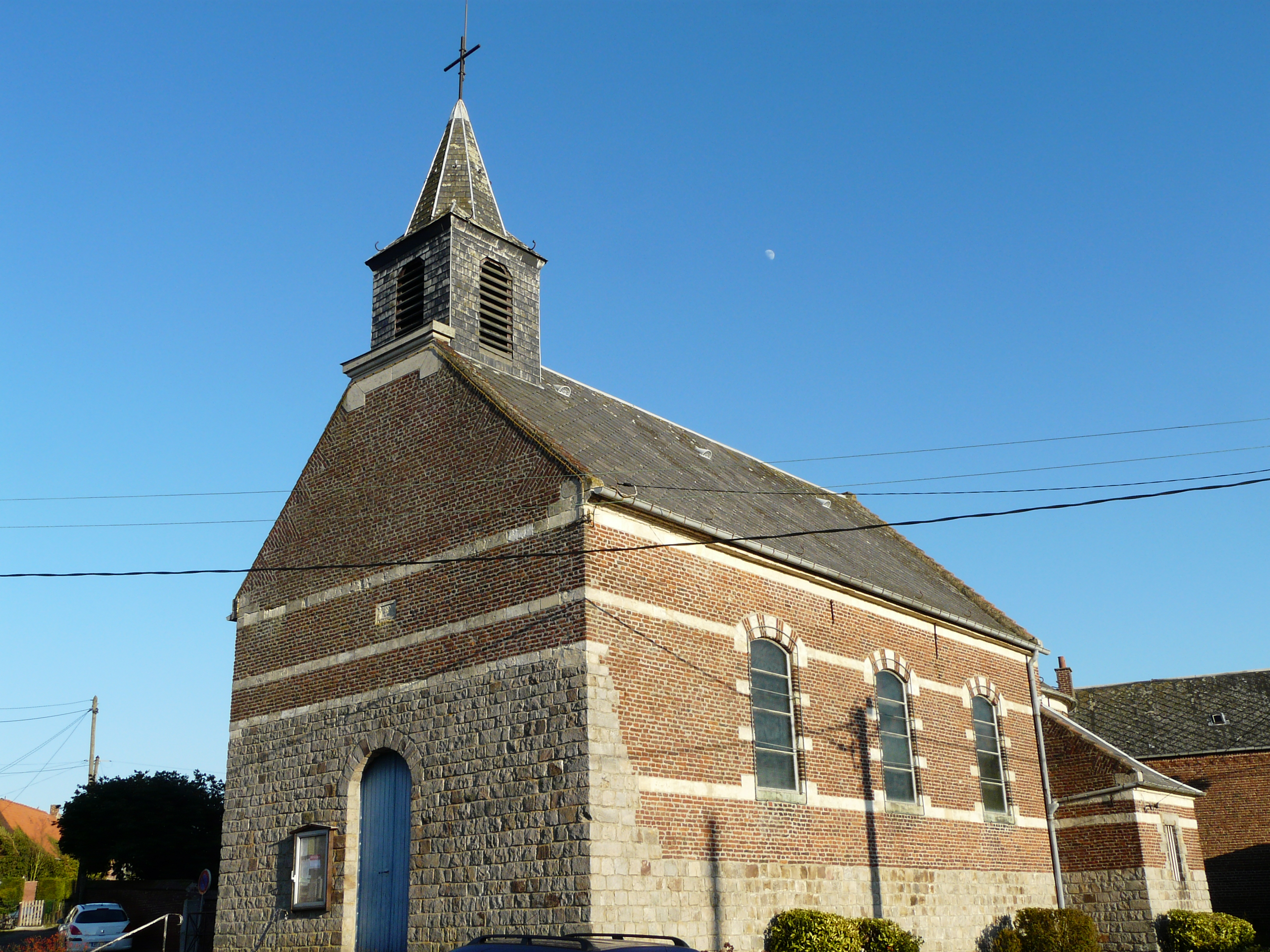
L'église Saint-Nicolas à Raillencourt

Les habitants de la commune disposent de deux lieux de culte catholique : l'église Saint-Nicolas à Raillencourt, et l'église Notre-Dame-de-Lourdes à Sainte-Olle. Toutes deux font partie de la paroisse Saint-Paul-du-Haut-Escaut dans le diocèse de Cambrai.

## Économie

### Revenus de la population et fiscalité
En 2009, le revenu fiscal médian par ménage était de 17 357 €, ce qui plaçait Raillencourt-Sainte-Olle au 16 518e rang parmi les 31 604 communes de plus de 50 ménages en métropole.

### Emploi
Raillencourt-Sainte-Olle se trouve dans le bassin d'emploi du Cambrésis. L'agence Pôle emploi pour la recherche d'emploi la plus proche est localisée à Cambrai.
En 2008, la population de Raillencourt-Sainte-Olle se répartissait ainsi : 68,1 % d'actifs, ce qui est inférieur au 71,6 % d'actifs de la moyenne nationale et 12,3 % de retraités, un chiffre supérieur au taux national de 8,5 %. Le taux de chômage était de 8,8 % contre 11,2 % en 1999.

### Entreprises et commerces
Au 31 décembre 2009, Raillencourt-Sainte-Olle comptait 119 établissements.
Répartition des établissements par domaines d'activité au 31 décembre 2009
|                             | Ensemble | Agriculture | Industrie | Construction | Commerce | Services |
| --------------------------- | -------- | ----------- | --------- | ------------ | -------- | -------- |
| Nombre d'établissements     | 119      | 11          | 13        | 13           | 62       | 20       |
| %                           | 100 %    | 9,2 %       | 10,9 %    | 10,9 %       | 52,1 %   | 16,8 %   |
| Sources des données : INSEE |          |             |           |              |          |          |

Une grande partie du « Parc d'activités Actipôle de l'A2 » est située sur le territoire communal. Parmi les entreprises qui y sont installées on compte un centre de logistique Columbia Sportswear, l'imprimerie Lenglet, les transports Segard, Life Plastic (plasturgie alimentaire), SOLECO/Florette (salades), Sipa (menuiserie PVC) etc.,.

## Culture locale et patrimoine

### Lieux et monuments

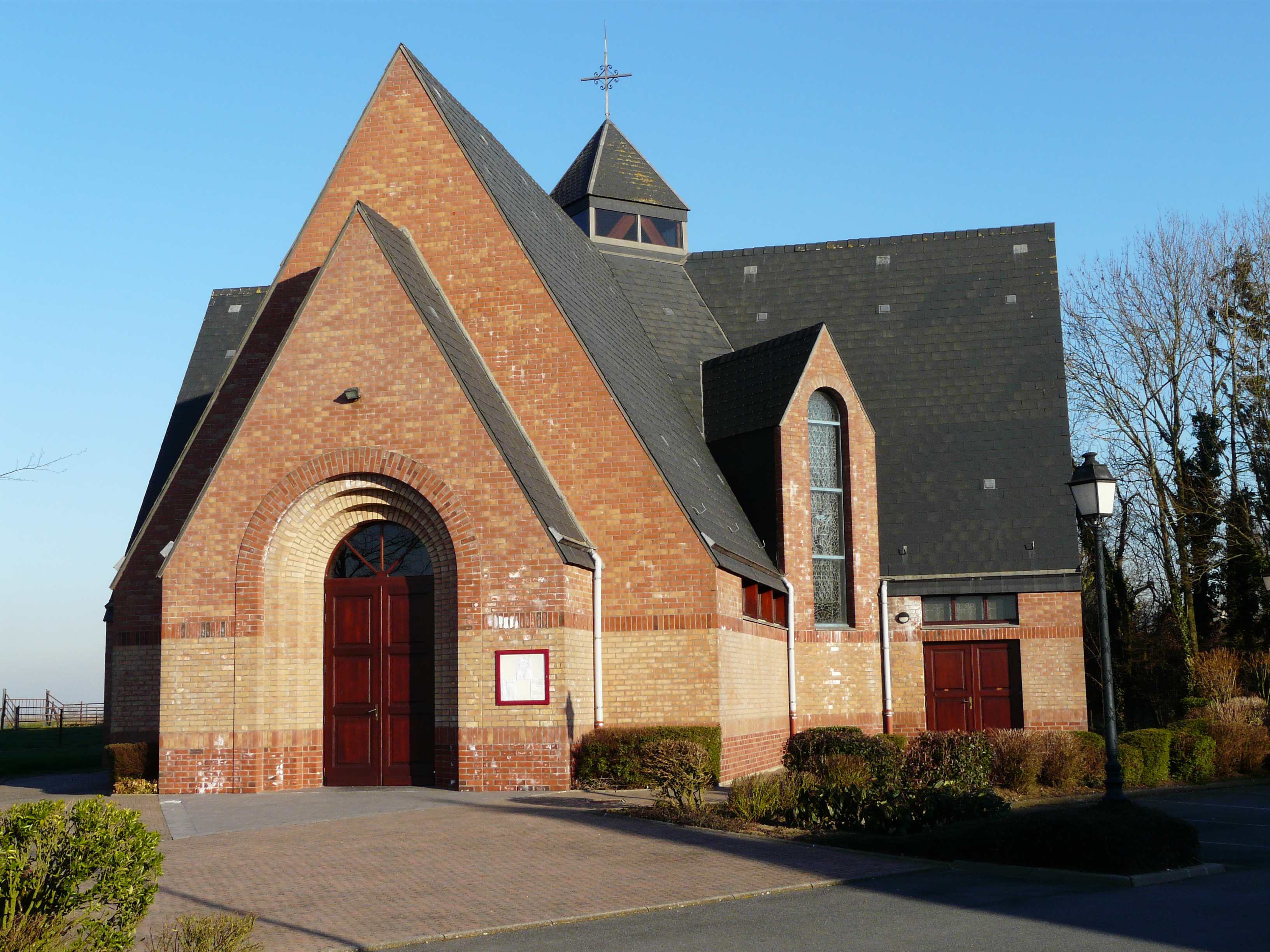
L'église Notre-Dame-de-Lourdes de Sainte-Olle

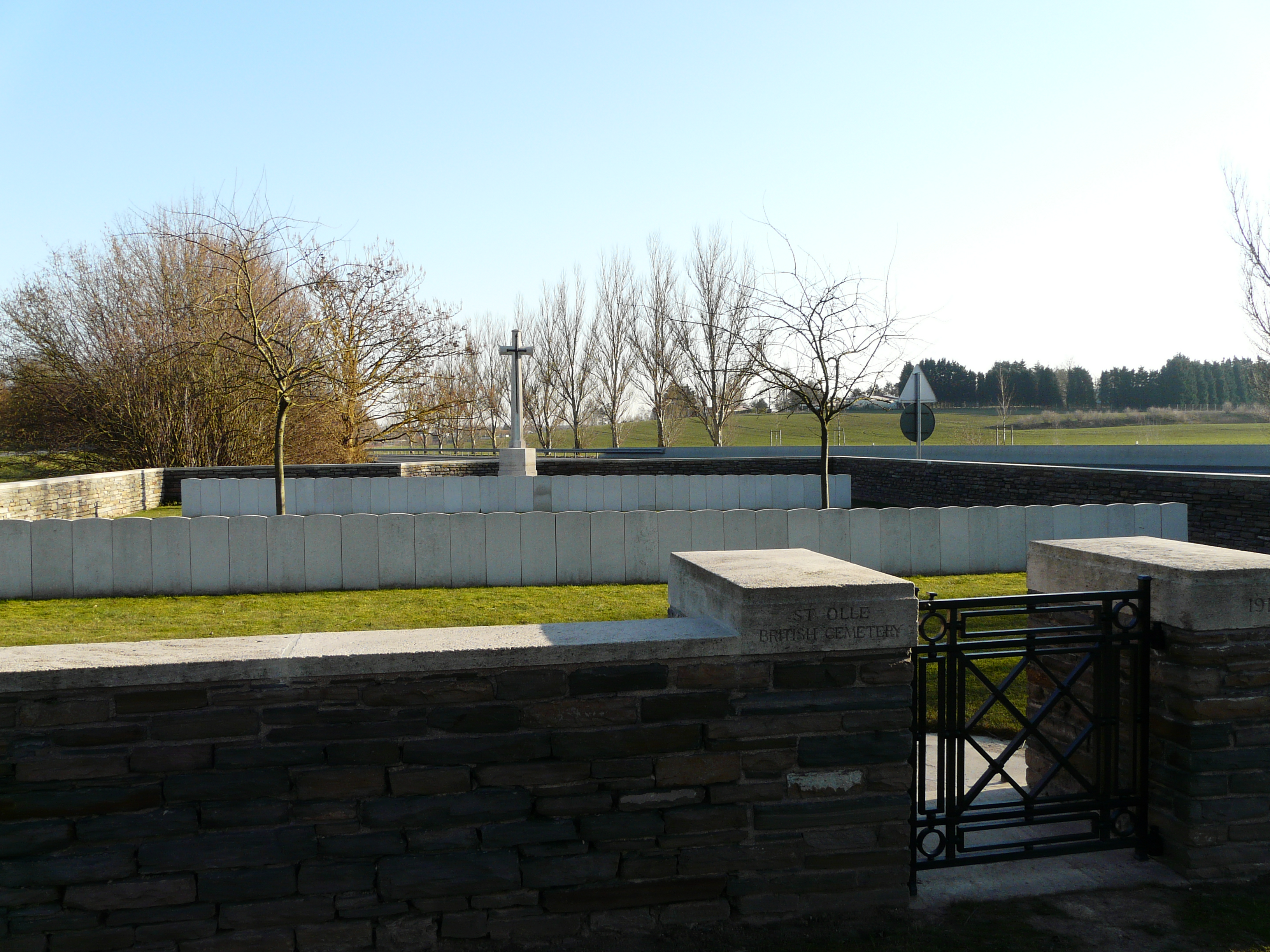
Le cimetière militaire britannique de Sainte-Olle

L'église Notre-Dame-de-Lourdes a été construite en 1995 derrière l'ancienne église de Sainte-Olle, datant de 1898 et détruite en 1978 à la suite d'un affaissement de terrain peut-être dû à une excavation creusée par les Allemands durant la Première Guerre mondiale. Seul le clocher de cette église subsiste. Un passage piétonnier aménagé sous ce clocher permet l'accès à la nouvelle église. Celle-ci est l'œuvre des architectes Dufour et Bilau. Elle est construite en briques sur un plan en croix grecque. Les vitraux de l'ancien petit séminaire de Cambrai y ont été réinstallés. L'église est inscrite à l'inventaire général du patrimoine culturel.
L'église Saint-Nicolas, à Raillencourt, est construite en pierre et en brique.
La commune abrite trois cimetières militaires britanniques gérés par la Commonwealth War Graves Commission :
- Drummond Cemetery, Raillencourt fut créé par le Corps canadien en octobre 1918. Le cimetière contient 88 tombes de soldats du Commonwealth tombés au cours de la Première Guerre mondiale, et trois tombes de soldats allemands[46].
- Raillencourt Communal Cemetery Extension est une extension du cimetière communal réalisée par le Corps canadien après la reprise du village, le 28 septembre 1918, et agrandie en 1923 lors du regroupement de tombes qui se trouvaient au North cemetery de Raillencourt. Le cimetière contient les tombes de 199 victimes de la Première Guerre mondiale, dont 8 non identifiées[47].
- Sainte-Olle British Cemetery fut établi par le Corps canadien en octobre 1918 et contient près de 100 tombes[48].

### Personnalités liées à la commune
- Jérôme Foulon (1971 -), footballeur professionnel français et actuel entraîneur des moins de 18 ans du Valenciennes Football Club, est né dans la commune.

### Héraldique
|  | Les armes de Raillencourt-Sainte-Olle se blasonnent ainsi : « De gueules à trois fasces d'or, à la bordure d'argent. » Les armoiries de la ville sont celle des anciens seigneurs de la commune de Raillencourt (XIIe siècle). |